# Generalitat Valenciana

Logo der Generalitat Valenciana

Die Generalitat Valenciana (spanisch Generalidad Valenciana) ist die Gesamtheit der politischen Institutionen, die die politische Selbstverwaltung in der Region Valencia (Comunitat Valenciana) ausübt. Seit der Verfassungsreform 2006 lautet die offizielle Bezeichnung einfach Generalitat.

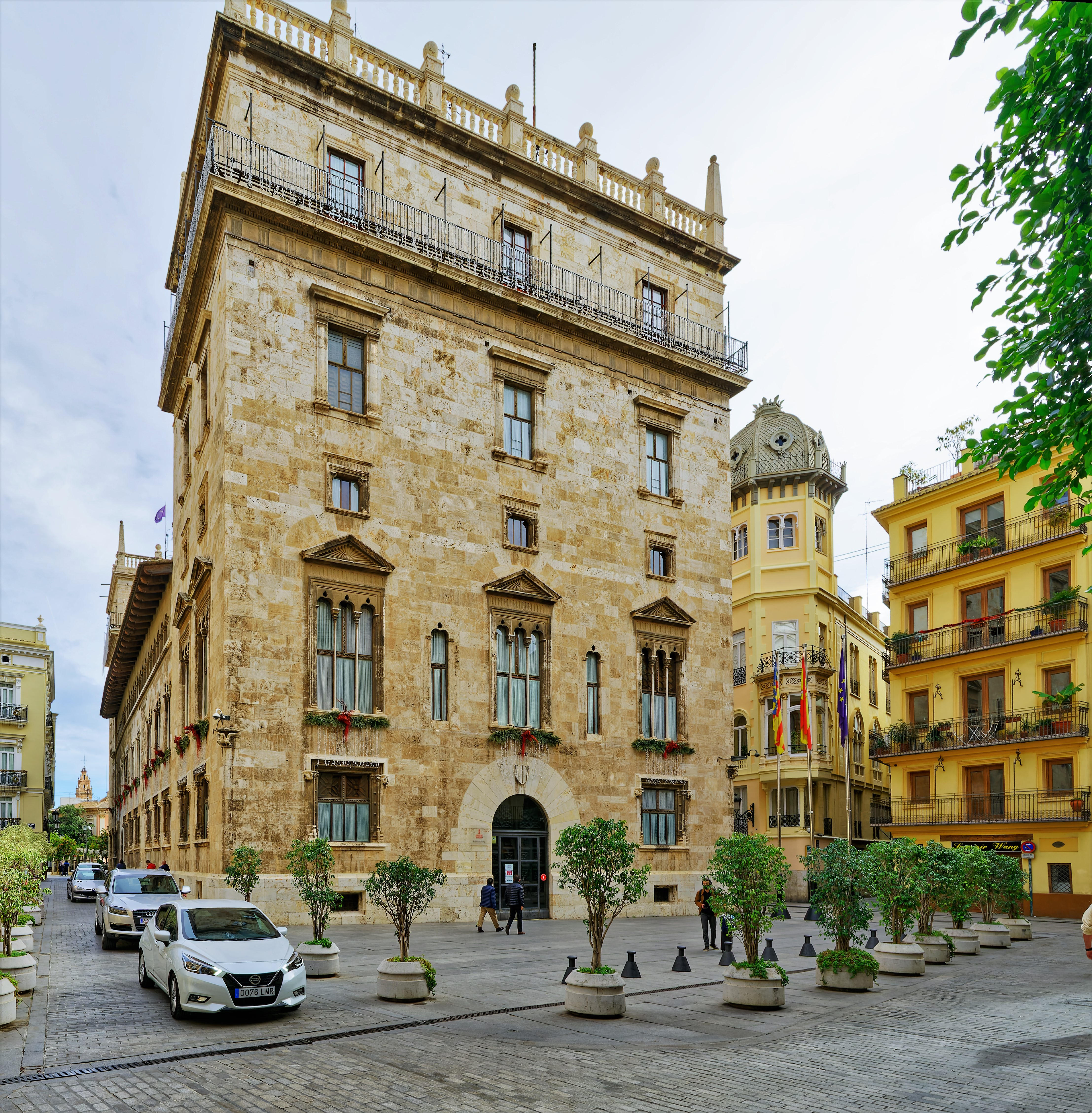
Palau de la Generalitat Valenciana

## Geschichte
Die Generalitat von Valencia geht, ebenso wie die Generalitat de Catalunya in Katalonien, auf die ständigen Ratsversammlungen zurück, die seit dem Mittelalter die Verwaltung in den verschiedenen Territorien der Grafschaft Barcelona (Barcelona, Mallorca, Roussillon und Cerdanya) in den Zeiträumen zwischen dem Zusammentreten der Corts (Generalstände) gewährleisten sollten. Die historische Generalitat des ehemaligen Königreiches Valencia bestand zwischen 1418 und 1707.
1982 wurde die Autonome Gemeinschaft (Comunidad Autónoma Valenciana) gebildet, deren Regierung die Generalitat Valenciana bildet. Seit 1992 existiert eine eigene Polizei, die Policía de la Generalitat. Seit der Verfassungsreform 2006 wurde die Bezeichnung offiziell auf Generalitat verkürzt.

## Institutionen
Die drei wichtigsten Institutionen der Generalitat sind:
- die Corts Valencianes, das autonome Parlament mit den legislativen Funktionen
- Consell de la Generalitat Valenciana, die Regierung mit den exekutiven Funktionen
- President de la Generalitat Valenciana, der Ministerpräsident

## Aktuelle Präsidentschaft
Präsident der Generalitat ist seit 19. Juli 2023 Carlos Mazón Guixot (PP). Er folgte Ximo Puig (PSPV-PSOE) im Amt nach, welches dieser von 2015 bis 2023 ausübte.